# Рахматуллаев, Хамид Тургунович
Хамид Тургунович Рахматуллаев (28 января 1942, Ташкент — 17 апреля 1978, Ташкент) — советский футболист, нападающий. Мастер спорта СССР. заслуженный тренер Узбекской ССР (1972).
В 1960 году закончил третий выпуск футбольной школы «Пахтакор» (Ташкент). В чемпионате СССР дебютировал 1 октября 1960. 1963 год пропустил из-за травмы. Завершил выступления в 1970 году, всего в 192 матчах забил 20 голов, был капитаном команды. С 1972 года работал в клубе начальником команды и тренером.
Финалист Кубка СССР 1967/68.
Погиб в автокатастрофе в 1978 году, похоронен на центральной части кладбища «Кукча».
В 2011 году вышла книга Владимира Сафарова «Хамид Рахматуллаев — узбекский Пеле».
Именем Хамида Рахматуллаева в Шайхантахурском районе Ташкента недалеко от стадиона «Пахтакор» названа улица, открыта мемориальная доска.
Сын Сардор Рахматуллаев — генеральный секретарь футбольной ассоциации Узбекистана, вице-президент (2010—2017).